# Duo pour trombone et contrebasse
Le Duo pour trombone et contrebasse est une œuvre du compositeur anglais Edward Elgar.

## Présentation
Le Duo pour trombone et contrebasse est composé comme cadeau de mariage pour Frank Weaver, le frère d'Helen Weaver qui avait été la fiancée d'Elgar quatre ans auparavant. Le morceau est joué le 1er août 1887 lors du mariage de Frank avec Fannie Jones. Weaver est âgé d'un an de plus qu'Elgar ; il est cordonnier et contrebassiste, Elgar joue du trombone. Frank et Helen Weaver sont les enfants de William Weaver, un marchand de chaussure dont la boutique est dans la Grande Rue de Worcester en face du magasin de musique du père d'Elgar.
La partition est héritée par un des enfants de Frank Weaver et est publiée par Rodney Slatford (en) (Yorke Edition) en 1970.

## Analyse
Le duo est un Allegretto de 49 mesures en forme de fugue dans laquelle le thème est d'abord joué par la contrebasse puis reprise une quarte plus haut par le trombone.

## Discographie
- Dialogues with Double Bass, Jeremy McCoy (en) (contrebasse) et Demian Austin (trombone), Bridge (en) 9163, 2004.